# 国家调查局
国家调查局（英語：National Investigation Agency，缩写为NIA）是印度政府为打击印度境内恐怖活动而设立的中央机构。 它是中央反恐执法机构，被授权在没有得到各邦特别许可的情况下，处理各邦与恐怖主义有关的犯罪。2008年12月31日，印度议会颁布了《2008年国家调查局法》，该机构随之成立。 其总部位于新德里。
创建于2008年孟买恐怖袭击之后，因为需要一个中央机构来打击恐怖主义。这个反恐怖主义机构的定罪率目前为95% ，因为该机构自成立以来在其登记的185个案件中已设法将167名被告定罪。
NIA的创始总干事是拉达·维诺德·拉朱，任职至2010年1月31日。之后由 Sharad Chandra Sinha 继任。 2013年7月，沙拉德·库马尔被任命为国家调查局局长。 2017年9月，Y.C.Modi被任命为 NIA 的负责人。

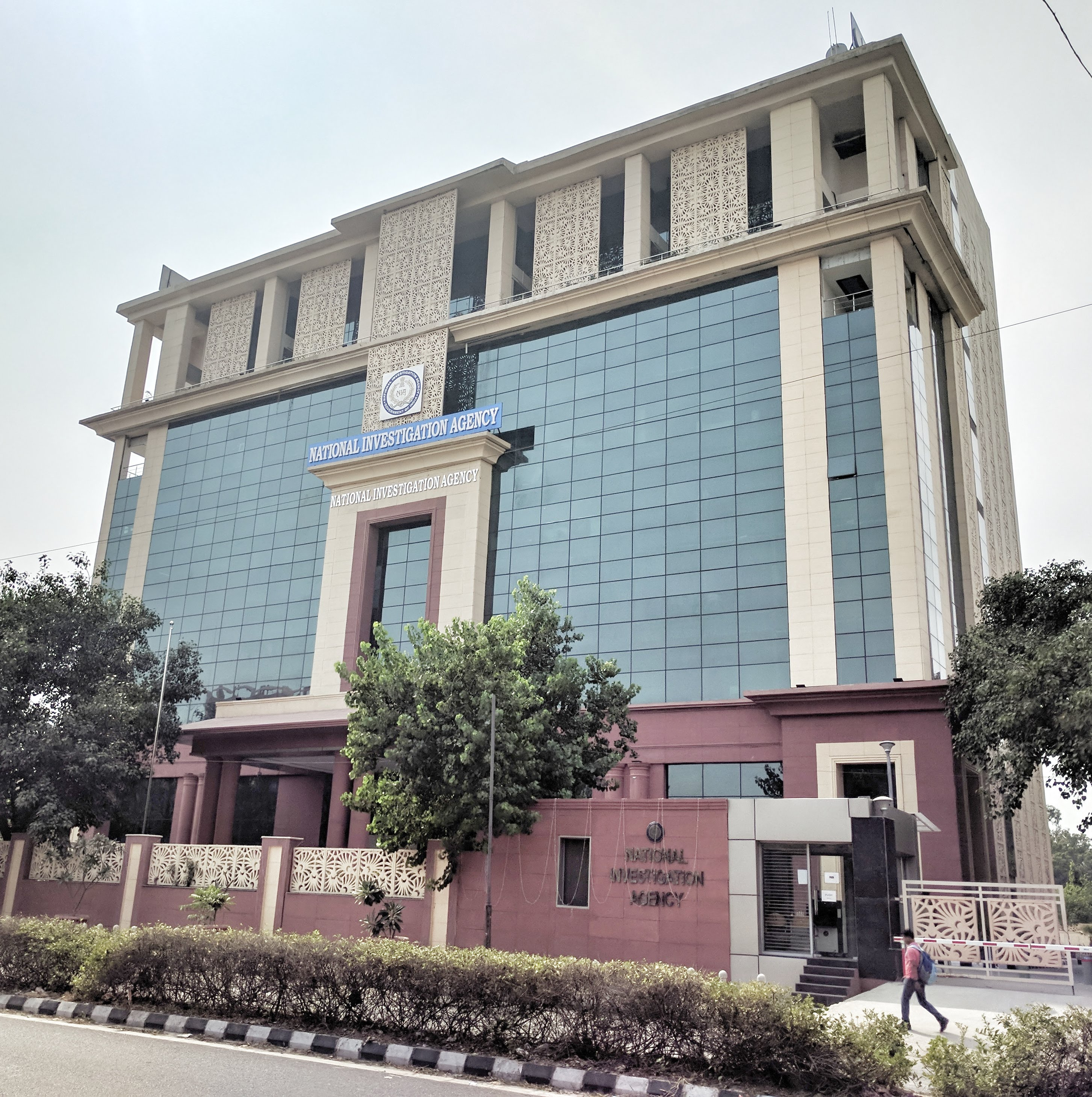
位于新德里的 NIA 总部